# Trigonopteryx sumatrana
Trigonopteryx sumatrana är en insektsart som beskrevs av Willemse, C. 1930. Trigonopteryx sumatrana ingår i släktet Trigonopteryx och familjen Trigonopterygidae. Inga underarter finns listade i Catalogue of Life.